# Akademie von Finnland
Die Akademie von Finnland, auch Finnische Akademie (offiziell: finnisch Suomen Akatemia, schwedisch Finlands Akademi, englisch Research Council of Finland), ist eine 1947 gegründete finnische Wissenschaftsförderungsorganisation und ein Begabtenförderungswerk mit Sitz in Helsinki.
Es ist ein staatlich initiiertes Organ für die Wissenschaft und Forschung in Finnland und untersteht dem Erziehungs- und Kulturministerium (petus- ja kulttuuriministeriö/Undervisnings-och kulturministeriet). Rechtsgrundlage ist ein Gesetz aus dem Jahr 1947. Sie nahm ihre Arbeit 1948 auf und bestand zuerst bis 1969, heute als „Alte Akademie“ bezeichnet. 1970 wurde sie unter gleichem Namen erneut ins Leben gerufen.
Die Akademie führt nicht nur finnische Spitzenwissenschaftler zusammen, wissenschaftliche Spitzenforschung wird im Rahmen der finnischen Exzellenzinitiative durch leistungsorientierte Langzeitförderung unterstützt. Sie ist ebenso bestrebt internationale Kontakte aufzubauen und führt seit 1993 mit dem DAAD ein bilaterales Forschungsförderungsprogramm, das Projektbezogener Personenaustausch mit Finnland – PPP Finnland, durch. Als eine Form der Forschungsförderung vergibt die Akademie von Finnland befristete, prestigeträchtige Stellen als „Akademieprofessor“ (akatemiaprofessor/akademiprofessor) und „Akademieforscher“ (akatemiatutkija/akademiforskare), neben finanzierten Projekten, in denen Postdoktoranden oder Doktoranden angestellt werden können.
Präsident war seit 2012 Heikki Mannila. Mit dem 1. März 2022 übernahm Paula Eerola dieses Amt. Der Gesamtetat im Jahr 2011 betrug € 341 Millionen.
Die Akademie von Finnland ist nicht zu verwechseln mit den wissenschaftlichen Gesellschaften Finnische Wissenschaftliche Gesellschaft (gegründet 1838) und Finnische Akademie der Wissenschaften (1908).